# 続通典
『続通典』（ぞくつうてん）は、清の嵆璜・劉墉らが編集し、紀昀らが校訂した中国の政書（典章制度の解説書）である。「十通」の1つであり、乾隆48年（1783年）に完成した。全150巻。
編集方針は通典を踏襲しているが、通典でいう「兵刑」が兵と刑の2門（2部門）に分けられている。従って全9門である。門の中の細目は必ずしも通典の通りではない。原則として正史を参照しているが、その他に『唐六典』、『唐会要』、『五代会要』、『冊府元亀』、『太平御覧』、『山堂考索』、『契丹国志』、『大金国志』、『元典章』、『明集札』、『明会典』等の典志も参照している。